# 빈센트 벤트레스카
빈센트 벤트레스카(Vincent Ventresca, 1966년 4월 29일 ~ )는 미국의 배우, 각본가, 영화 제작자이다.
인디애나폴리스에서 태어났다.

## 출연 작품
- 브레이크 포인트 (2014년)
- 슈드'브 빈 로미오 (2011년) - 맷 역
- 앤서 투 낫씽 (2011년) - 에릭 역
- 인형의 집 (2009년)
- 맘모스 (2006년)
- 라바(영어판) (2005년) - Dr. 엘리 역
- 데드 & 브렉퍼스트 (2004년) - 덕 릴리 역
- 매디슨 (2001년)
- 그들만의 비상구 (2001년)
- 투명 인간 (2000년) - 다리엔 포키스 역
- 러브 앤 섹스 (2000년)
- This Space Between Us (1999) - 스털링 몬트로즈 역
- 캔트 스탑 댄싱 (1999년)
- 로미와 미셀 (1997년)
- 로라 (1997년)
- 써로게이트 (1995년)

### 텔레비전
- 프렌즈 (1994년)